# Eloy Alfaro (cantão)
Eloy Alfaro, também conhecida como Durán é um cantão do Equador localizado na província de Esmeraldas.
A capital do cantão é a cidade de Valdéz.